# Гай Сервілій Ватія
Гай Сервілій Ватія (лат. Gaius Servilius Vatia, до 160 до н. е. — після 114 до н. е.) — політичний діяч Римської республіки. Агномен «Ватія» означає «Людина з розширеними венами на ногах».

## Життєпис
Походив з впливового патриціанського роду Сервіліїв. Син Марка Сервілія Геміна, військового трибуна 181 року до н. е. Про молоді роки немає відомостей. Військову службу розпочав під орудою Квінта Фабія Максима Сервіліана, відзначився у війні проти Віріата. З огляду на стан здоров'я отримав агномен Ватія.
У 136 та 127 роках до н. е. обіймав посаду монетарія. На цій посаді карбував денарії із зображенням міфічних героїв Кастора й Поллукса. У 114 році до н. е. обирається претором. Отримує як провінцію Македонію. Про подальшу долю немає відомостей.

## Родина
Дружина — Цецилія Метелла, донька Квінта Цецилія Метелла Македонського
Діти:
- Гай Сервілій, претор 102 року до н. е.
- Марк Сервілій, монетарій 100 року до н.е.
- Публій Сервілій Ватія Ісаврік, консул 79 року до н. е.